# Lucy Dawidowicz
Lucy Schildkret Dawidowicz, född 16 juni 1915 i New York, död 5 december 1990 i New York, var en amerikansk historiker och författare. Hon publicerade flera böcker om Förintelsen.